# Aurelio Pesoa Ribera
Fray Aurelio Pesoa Ribera (Concepción, 10 de octubre de 1962) es una destacada figura de la Iglesia Católica en Bolivia. Fue obispo auxiliar de La Paz desde 2014 hasta 2020, es actual presidente de la Conferencia Episcopal Boliviana (CEB) y es el actual obispo del Vicariato Apostólico del Beni.

## Biografía
Fray Aurelio Pesoa Ribera nació el 10 de octubre de 1962 en el municipio de Concepción, Vicariato Apostólico de Ñuflo de Chávez, en Santa Cruz de la Sierra, Bolivia.

### Formación y ministerio sacerdotal
Aurelio ingresó a la Orden de los Frailes Menores (franciscanos) el 8 de enero de 1983. Aurelio realizó su profesión temporal el 15 de febrero de 1984.En 1987 obtuvo la licenciatura en Teología en la Universidad Católica Boliviana “San Pablo” de La Paz.El 22 de febrero de 1988 pronunció su profesión solemne.
Fue ordenado sacerdote de la provincia franciscana de “San Antonio” de Bolivia el 16 de abril de 1989.Luego fue enviado a Roma para estudiar.En 1993 obtuvo la licenciatura en Teología Dogmática en la Universidad Antonianum.A su regreso a su patria fue maestro de profesos temporales de filosofía y teología y vicario de la Fraternidad de San Francisco en Cochabamba de 1994 a 1999; profesor de eclesiología y antropología teológica en la Universidad Católica Boliviana “San Pablo” de La Paz de 1994 a 1999; definidor provincial de 1999 a 2005; tutor y maestro de los profesos temporales del curso bienal de filosofía en Santa Cruz de la Sierra de 2000 a 2008; presidente del tribunal eclesiástico de primera instancia de la arquidiócesis de Santa Cruz de la Sierra de 2005 a 2011; párroco adjunto de la parroquia de Sant'Antonio en Santa Cruz de la Sierra de 2009 a 2011 y ministro provincial de la provincia misionera "Sant'Antonio" desde 2011.
Tras su regreso a Bolivia, desempeñó diversos roles en la formación y administración eclesiástica:
- Maestro de los Profesos temporales de Filosofía-Teología y Vicario de la Fraternidad San Francisco en Cochabamba (1994-1999).

- Docente de Eclesiología y Antropología Teológica en la Universidad Católica Boliviana “San Pablo” (1994-1999).

- Definidor Provincial (1999-2005).

- Guardián y Maestro de los Profesos temporales del bienio de Filosofía en Santa Cruz de la Sierra (2000-2008).

- Presidente del Tribunal Eclesiástico de primera instancia de la Arquidiócesis de Santa Cruz de la Sierra (2005-2011).

- Vicario Parroquial de la Parroquia “San Antonio” en Santa Cruz de la Sierra (2009-2011).

- Ministro Provincial de la Provincia Misionera “San Antonio” (2011).

### Ministerio Episcopal
El 25 de marzo de 2014, el Papa Francisco nombró a Fray Aurelio Pesoa Ribera como Obispo Auxiliar del Arzobispado de La Paz. Fue consagrado el 5 de junio del mismo año por Mons. Edmundo Abastoflor, con la participación de los arzobispos Sergio Alfredo Gualberti y Bonifacio Antonio Reimann como co-consagrantes.
El 28 de noviembre de 2020, el Papa Francisco designó lo nombró como Obispo del Vicariato Apostólico del Beni, tomando posesión el 11 de febrero de 2021.
Desde el 11 de noviembre de 2021 es presidente de la Conferencia Episcopal Boliviana.Anteriormente fue Secretario General del mismo desde el 6 de noviembre de 2015 hasta el 11 de noviembre de 2021.

### Compromiso Pastoral y Social
Monseñor Pesoa ha sido un defensor activo de la justicia social y el cuidado del medio ambiente. En 2023, durante una homilía en la Catedral Santísima Trinidad, hizo un llamado a la responsabilidad ecológica frente a la sequía que afectaba a más de 100 municipios en Bolivia, instando a la acción colectiva para proteger la "casa común".